# Osamu “TIO” Suzuki

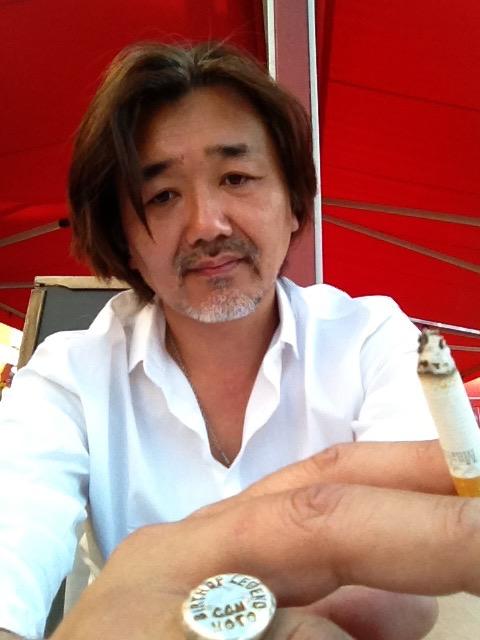

Osamu “TIO” Suzuki（本名：鈴木 治 ＜すずき おさむ＞ 1963年-）は、日本のフォトグラファー、デザイナー。
旧姓は二村。
表記によってはTIO SUZUKIと記載されることもある。

## 来歴・人物
1963年、神奈川県横浜市南区生まれ。
1988年、ハード・ロックを中心に海外のロック・ミュージシャンを撮影。 
レコード会社のアーティスト・オフィシャル・フォトグラファーとしてGlenn Hughes、John Lynn Turner、W.A.S.P.、Yngwei Malmsteen、Night Ranger等のハード・ロックを中心に、ビョーク、カーディガンスなど来日アーティストを撮影。 
1991年、湾岸戦争時には、イギリスでPraying Mantisのプロモーション・ヴィデオ(Can’t see the angels、Borderline、This time girl)を制作。 
放送媒体ではJ-Waveで選曲家として開局から3年、Space Showerでは開局時にハードロック・プログラム【WILD SIDE】を立ち上げ、構成、インタビューブッキング担当。 
海外での取材では、まだ日本で知られていなかったTHE Almighty、Ramstein等のBandをプライベートで撮影し、誌上にて紹介。
撮影からいったん離れ、DTP、WEBなどのDesignを中心に活動。
2007年より、Jazz、Classicと音楽ジャンルを替え、撮影を再開。
2008年より金管楽器メーカー、プレイヤーと交流しフランクフルト・ミュージック・メッセ、PAXMAN(England)をはじめ国内外で撮影。 
2011年、ベルリンフィルハーモニーの東日本大震災支援に感謝の意を表して、ガボール・タルケヴィ(首席トランペット) & オラフ・オット(首席トロンボーン)両氏のリサイタルをボランティアで撮影。 
牧山 純子オフィシャルフォトグラファーとしてCD「Preghiera」撮影、Artworkを担当。
2012年、日髙 剛(東京藝術大学)のファースト・アルバムの撮影、Artworkを担当。
2013年、ギタリスト、諏訪 光風と共にヴィデオを製作開始。

## 親族
叔父、二村 保は、F-1Driverのニキ・ラウダ、パリ・ダカール・ラリーを撮影したTHE RALIYなどの作品を残したレース写真家。
祖父、鈴木 茂は、1930年、藤田 信男監督率いる法政大野球部が六大学リーグで優勝(9勝3敗)したとき、2回戦で「七色の魔球」でプロ野球を沸かせた若林投手から継投し延長12回サヨナラ勝ちをした投手。その後、横浜金港クラブ初代監督に就任。

## エピソード
フォトグラファーとしてギャラを貰うようになった時の機材はCONTAX RTSと標準レンズ１本だった。その後、CANON EOSへと変更している。
写真・デザインは専門の学校へ行くことなく、独学で習得した。
音楽の分野では、伊藤 清（NHK交響楽団首席トロンボーン奏者）から専門的な教育を受けた。
写真から離れていた2年間(1992年頃)、株式会社セガ・エンタープライゼスにて副社長駒井徳造(元トムス・エンタテインメント代表取締役会長)の元で勤務していた。
叔父である二村 保から多大な影響を受けている。

## 作品リスト
https://www.allmusic.com/artist/osamu-tio-suzuki-mn0001936879/credits
- W.A.R. Compilation　 【Battle of Pride】 [Re Design]
- Outrage 【The Final Day】 [Photography] (as ""Tio" Suzuki")　1991年
- Crown Of Thorns　【Crown Of Thorns】　[Photography]　1994年
- Glenn Hughes　【Burning Japan Live】　[Photography]　1994年
- Royal Hunt　【Far Away】　[Photography]　1995年
- Royal Hunt　【Moving Target + EP】[Photography]　1995年
- Savatage　【Japan Live '94】[Photography]　1995年
- Royal Hunt　【Far Away】　[Photography]　1995年
- Angra　【Holy Live】[Photography]　1997年
- Glenn Hughes　【The God Of Voice (Best Of Glenn Hughes)】[Photography]　1998年
- Riot　【Shine On】[Photography]　1998年
- TEN　【Never Say Goodbye】[Photography]　1999年
- Nwobhm 20th Anniversary Festival　【Metal Crusade’99】　[Photography]　1999年
- Vader　【Live in Japan】　[Photography]　1999年
- Night Ranger　【Rock in Japan】[Photography]　1998年
- W.A.S.P.　【Double Live Assassins】[Photography]　1998年
- Lana Lane　【Live in Japan '98】[Photography]　2000年
- Fair Warning　【Live & More】[Photography]　2000年
- Yngwie Malmsteen　【Anthology 1994-1999】[Photography]　2000年
- Firehouse　【Bring Em Out Live】[Photography]　2000年
- Feeder　【Another Yesterday...】[Photography]　2000年
- Enuff Z'nuff　【10】[Photography]　2000年
- Ring of Fire　【Dreamtower】[Photography]　2002年
- Glenn Hughes / Hughes-Turner Project / Joe Lynn Turner　【Live in Tokyo】　[Photography]　2002年
- Bill Bruford's Earthworks　【Footloose and Fancy Free】[Photography]　2002年
- Praying Mantis　【Journey Goes On】[Photography]　2003年
- Mastermind　【To the World Beyond】[Photography]　2004年
- Tuck & Patti　【A Gift of Love】[Photography]　2004年
- Glenn Hughes　【This Time Around】[Photography]　2007年
- 日高 剛　【Variation for Horn】[Photography & Design]　2012年
- 牧山 純子　【Preghiera-mini album-】[Photography & Design]　2012年
- 牧山 純子　【Lucia】[Photography & Video recording/editing]　2017年
- Olaf Otto　【THE SYMPHONIC TROMBONE】[Photography]　2019年
- 武内 紗和子【Kissako】　[Photography & Design]　2021年